# Samer Odeh
Samer Odeh (* 2. Dezember 1970) ist ein deutsch-palästinensischer Schriftsteller und Kaffeesatzleser. Erste große Bekanntheit erreichte er 2006 mit der Veröffentlichung seines Buches Kaffeesatzlesen von Naziha.

## Werdegang
Samer Odeh ist ein freier Journalist, Pressefotograf und Autor.
Nach einer technischen Ausbildung hat Samer im öffentlichen Verwaltungsdienst bis 2005 gearbeitet. Danach absolvierte er ein Marketing- und Kommunikationsstudium in München, das er mit einem Diplom abschloss. Parallel gründete er den Saudia Verlag und war mit Autorentätigkeit beschäftigt. In dieser Zeit entstand das Buch „Kaffeesatzlesen von Naziha“.
Samer Odeh wurde als jüngster Sohn – von vier Kindern – der palästinensischen Einwanderer Naziha und Jamal Odeh im Dezember 1970 in München geboren. Seine Eltern stammen aus dem Ort Zababdeh im Norden des Westjordanlands. Bereits als Kleinkind fiel ihm in der Obhut seiner Mutter sein Talent für das Kaffeesatzlesen auf. Während er über die 1990er Jahre hinweg das Kaffeesatzlesen nur als Hobby betrieb, beschloss er Anfang der 2000er Jahre, sein erstes Werk zu verfassen. 2006 fand sich der Verlag „Arche Noah“, welcher das Buch vertrieb. Es folgten Promo-Auftritte bei renommierten Fernseh- und Radiosendungen wie Johannes B. Kerner, Explosiv – Das Magazin, Wir in Bayern, Antenne Bayern, Sat.1-Frühstücksfernsehen, sowie Interviews mit diversen Tageszeitungen wie der tz, der Süddeutschen Zeitung oder der Augsburger Allgemeinen. Zwei Jahre später folgte eine zweite Auflage, welche der Michaelsverlag übernahm.

## Werke
- Kaffeesatzlesen. Von Naziha. Arche Noah Verlag, 2006, ISBN 3-931721-53-1.